# Българско училище „Васил Левски“ (Сарагоса)
Българското училище „Васил Левски“ е училище на българската общност в град Сарагоса, автономна област Арагон, Испания. Създадено е през 2009 г. Изучавани предмети в него са български език и литература, история и география на България. Към 2023 г. директорка на училището е Лилия Димитрова.

## История
Училището е открито през 2009 г. към Асоциацията на българите в Арагон „БГ“, сред основателите му е настоящата директорка – Лилия Иванова Димитрова.